# Uncommonmenfrommars
Uncommonmenfrommars, aussi abrégé Unco ou UMFM, est un groupe de punk rock et de skate punk français, originaire de Serrière, en Ardèche. L'histoire du groupe commence à Washington, aux États-Unis, par la naissance des trois frères : les jumeaux Trint (guitare, chant) et Daff (1975-2021) (batterie) nés en 1975, ainsi qu'Ed (chant, guitare) né en 1978. Le groupe se forme en 1993, et se dissout vingt ans plus tard en 2013.

## Biographie

### Origines et débuts (1993–2004)
L'histoire du groupe commence à Washington, aux États-Unis, par la naissance des trois frères : les jumeaux Trint (guitare, chant) et Daff (batterie) nés en 1975, ainsi qu'Ed (chant, guitare) né en 1978. Arrivés vers 1990 en France, et plus précisément à Serrière, en Ardèche, où ils sont rejoints par Big Jim (basse, chœurs) né en 1977, ils fondent le groupe Uncommonmenfrommars (souvent raccourci en UMFM ou Unco) à la fin des années 1990. Ils sortent rapidement un premier EP auto-produit, l'éponyme Uncommonmenfrommars, en 1998.
Ils signent en 2000 chez Wagram et sortent dans la foulée un deuxième EP, Welcome to..., avec un son garage rock. Pour l'enregistrement de leur premier album en 2001, ils s'envolent pour les États-Unis et plus précisément au Motor Studio de San Francisco pour travailler avec Ryan Greene (en) (NOFX, Lagwagon, etc.). Le disque Vote for Me sort en juin 2001, et comprend les singles Pizzaman, Coconut Island et TV Star. Après une longue tournée, ils décident de réaliser un nouvel EP, acoustique, avec l'aide de Steve Albini (Pixies, Nirvana, etc.) qui s'intitule Kill the Fuse. Il sort en avril 2003. Un an plus tard, à la fin avril 2004, sort leur deuxième album, Noise Pollution, toujours produit par Ryan Greene. Ils prennent le temps d'enregistrer leur concert du 5 juin 2004 au Plan de Ris-Orangis dans le cadre d'un CD/DVD Live on Earth.

### Derniers albums (2005–2012)
Un an et demi plus tard, en 2005, le travail avec le groupe culte de skate punk mélodique français Burning Heads donne naissance au split Incredible Rock Machine où chaque groupe joue quatre titres inédits et une reprise, un des quatre inédits étant chanté par l'autre groupe. Ce CD sort le 13 octobre 2005. Il s'agit du premier disque du groupe au sein d'Opposite Productions.
Uncommonmenfrommars se produit sur quelques dates en Californie et en Arizona, avec notamment Jetsex en décembre 2005 et janvier 2006, et enregistrent dans le même temps à Scottsdale, dans l'Arizona leur troisième album, Scars are Reminders à nouveau produit par Ryan Greene. Celui-ci sort le 27 mars 2006 chez At(h)ome. Du 17 mars au 5 mai, le groupe part en tournée en Europe avec Burning Heads pour la tournée Incredible Rock Machine Tour (50 concerts en 51 jours de tournée) en soutien à leur split ainsi que leurs deux albums respectifs (Bad Time for Human Kind pour le groupe orléanais). À la suite de la signature du groupe sur le label américain Em Dash Music permettant de sortir Scars are Reminders aux États-Unis, le groupe part en tournée outre-Atlantique début 2007. Il est de retour début 2008 après une longue tournée (notamment le Lost In Europe Tour) avec Longer Than an EP, Shorter Than an Album contenant huit nouveaux titres,. Le CD est disponible via le magazine Punk Rawk fin février et grâce à la propre structure du groupe, UFO Productions, à la fin mars.
Uncommonmenfrommars sort au mois d'octobre 2010 un album intitulé I Hate My Band. Il est conçu et enregistré en janvier et février durant un break dans la tournée Functional Dysfonctionality. Le 6 novembre 2012 voit la sortie de leur dernier album, Easy Cure, en format digipack, sur les labels Effervescence Records et DeleteYourFavoriteRecords,. À l'instar des trois premiers albums du groupe, celui-ci est mixé par Ryan Greene.
Leur dernière musique enregistrée en studio fut Time To Get Away , musique hommage aux Burning Heads sortie sur l'album Fire Walks With Me - A Burning Heads Tribute , le 30 juillet 2015.

### Fin du groupe en 2013
Le 18 juin 2013, Uncommonmenfrommars annonce sur sa page Facebook qu'il prend une pause à durée indéterminée.
Le 13 décembre 2017, la participation d'Uncommonmenfrommars au festival Hellfest est annoncée pour l'édition 2018, sur la scène Warzone. C'est la dernière apparition publique du groupe. Le batteur Daff Lapard décède le 16 juillet 2021.

### Projets parallèles
Motor Ed a joué dans Sons of Buddha (trio monté avec son petit frère Forest).Il joue occasionnellement avec Ta Gueule ou Opium du Peuple. Il joue désormais dans le groupe Not Scientists .
Trint Eastwood a joué dans le groupe X-TV.

## Membres
- Motor Ed - chant, guitare
- Trint Eastwood - guitare, chant
- Big Jim - basse, chant
- Daff Lepard (décédé en 2021[14]) - batterie, chœurs

## Discographie

### Albums studio
- 2001 : Vote for Me (Wagram)
- 2004 : Noise Pollution (Wagram)
- 2006 : Scars are Reminders (At(h)ome)
- 2008 : Longer Than an EP, Shorter Than an Album (Kicking Records, UFO Prod.)
- 2009 : Functional Dysfunctionality (Kicking Records / UFO Prod.)
- 2010 : I Hate My Band (Kicking Records, Effervescence Records)
- 2012 : Easy Cure (Effervescence Records)

### EP
- 1998 : Uncommonmenfrommars (auto-produit)
- 2000 : Welcome to... (Wagram)
- 2003 : Kill the Fuse (Wagram)

### Albums live
- 2004 : Live on Earth (CD) (Wagram)
- 2004 : Live on Earth (DVD) (Wagram)

### Split
- 2005 : Incredible Rock Machine (avec Burning Heads ; Opposite Records)
- 2013 : Poison Man avec Inside Riot

### Inédit
- 2012 : Planet Man

### Vidéographie
| Année | Album                                    | Titre                        | Réalisateur    |
| ----- | ---------------------------------------- | ---------------------------- | -------------- |
| 2001  | Vote For Me                              | Pizzaman                     | Marco Laguna   |
| 2004  | Noise Pollution                          | You Can Be Evil              | Brunel & Basso |
| 2004  | DVD Live on Earth                        | Concert au Plan              | Brunel & Basso |
| 2004  | DVD Live on Earth                        | Tour On Earth (Documentaire) | Brunel & Basso |
| 2006  | Noise Pollution                          | Money and Success            | Julien Fagot   |
| 2006  | Scars Are Reminder                       | Dead Inside                  | David Basso    |
| 2008  | Longer Than An EP, Shorter Than An Album | Dictionnary Man              | David Basso    |
| 2009  | Longer Than An EP, Shorter Than An Album | Lifetime Bus Stop            | David Basso    |
| 2011  | Functionnal Dysfunctionality             | Imaginary Feelings           | Alien          |
| 2011  | Longer Than An EP, Shorter Than An Album | Ninja Pebble                 | Alien          |
| 2013  | Easy Cure                                | Guess What ?                 | David Basso    |